# Maria de Jesus Trovoada

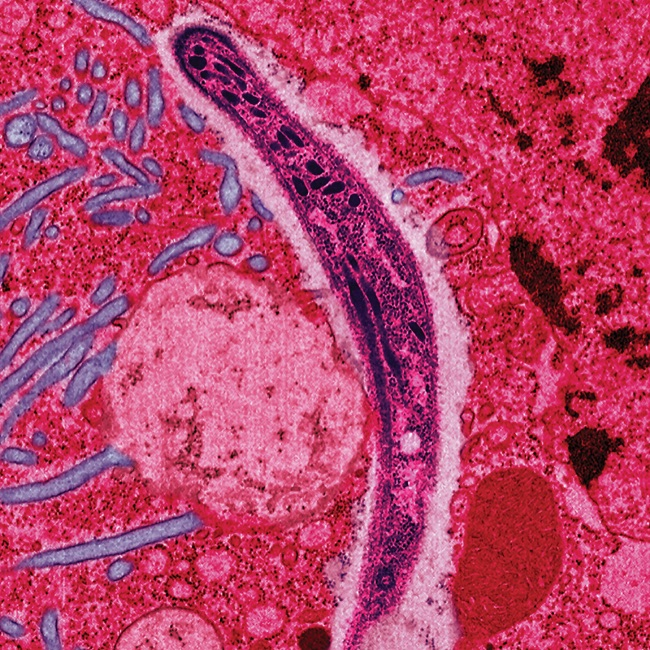
Parasita Plasmodium responsável pela malária, transmitida pelos mosquitos.

Maria de Jesus Trovoada (São Tomé e Príncipe, 25 de dezembro de 1961) é uma bióloga conhecida pelo seu trabalho de investigação na área da genética humana. Foi nomeada ministra da saúde no XVI Governo Constitucional de São Tomé e Príncipe, em 2014.

## Percurso
Maria de Jesus Trovoada dos Santos nasceu em 1961 no dia de Natal, em São Tomé e Príncipe, na freguesia da Conceição.
Após ter concluído a escola secundária, para além de trabalhar como professora, foi também voluntária em acções de educação para a saúde direccionadas para os trabalhadores agrícolas das roças.
Em 1984, partiu para Angola onde foi fazer o curso de biologia na Faculdade de Ciências e Tecnologia de Luanda, curso que irá concluir na Faculdade de Ciências e Tecnologia da Universidade de Coimbra, em Portugal. Fica em Portugal até 2010, altura em que regressa a São Tomé e Príncipe. Durante o tempo em que permanece em Portugal trabalha como investigadora no Instituto Gulbenkian de Ciência, onde se foca no estudo da susceptibilidade genética dos são tomenses à malária.
Regressada a São Tomé e Príncipe, fica à frente do Programa Nacional de Luta Contra a Malária, também chamada de paludismo, no Centro Nacional de Endemias do país.
Em 2014 integrou o  XVI Governo Constitucional de São Tomé e Príncipe, assumindo o cargo de ministra da saúde.

## Trabalho cientifico
Enquanto cientista focou-se no estudo das características genéticas de populações humanas, residentes no arquipélago são tomense e no centro de Portugal.
Dentro desta área ela desenvolveu projectos que estudaram amostras das populações procurando polimorfismos genéticos em recém-nascidos, desenvolvimento de técnicas electroforéticas de separação; também procurou caracterizar a composição genética, a partir de marcadores existentes no ADN mitocondrial e no cromossoma Y, entre outros.
Estes projectos contaram com o apoio de entidades como o Ministério da Saúde de São Tomé e Príncipe, a Faculdade de Ciências e Tecnologias da Universidade de Coimbra, o Instituto de Patologia e Imunologia Molecular da Universidade do Porto e do Instituto Gulbenkian de Ciência.

## Prémios e reconhecimento
Em 2008 ganhou o Annual Meeting Travel Awards,  atribuído pela Sociedade Americana de Medicina Tropical e Higiene, o que lhe permitiu participar na reunião anual da sociedade.
A sua biografia pode ser lida no livro Vidas a Descobrir: Mulheres Cientistas do Mundo Lusófono, publicado pela Associação Viver a Ciência em 2009.
Viu o seu mérito cientifico ser reconhecido ao ganhar o Prémio Femina em 2018, atribuído pela Matriz Portuguesa - Associação para o Desenvolvimento da Cultura e do Conhecimento.

## Artigos científicos seleccionados
Vários artigos seus fora publicado em revistas cientificas reconhecidas dentro da área, entre eles encontram-se: 
- 2015 - Quantitative trait locus analysis of parasite density reveals that HbS gene carriage protects severe malaria patients against Plasmodium falciparum hyperparasitaemia Malaria Journal[3][13][14]
- 2014 - Modeling Malaria Infection and Immunity against Variant Surface Antigens in Príncipe Island, West Africa[15]

- 2013 - NOS2 variants reveal a dual genetic control of nitric oxide levels, susceptibility to Plasmodium infection and cerebral malaria

- 2010 - Transforming Growth Factor Beta 2 and Heme Oxygenase 1 genes are risk factors for the cerebral malaria syndrome in Angolan children[16]

- 2007 - Dissecting the genetic history of São Tomé e Príncipe: a new window from Y-chromosome biallelic markers

- 2006 - High-resolution analysis of Y-biallelic markers in three populations from São Tomé e Príncipe, International Congress Series

- 2004 - Pattern of mtDNA variation in three from São Tomé e Príncipe[17]
- 2004 - Insights from pattern of mtDNA variation into the genetic history of São Tomé e Príncipe[18]